# Ardeluța, Neamț
Ardeluța este un sat în comuna Tarcău din județul Neamț, Moldova, România.